# کلیسای جامع گیلفورد
کلیسای جامع گیلفورد (انگلیسی: Guildford Cathedral) یک کلیسای جامع در شهر گیلفورد، انگلستان است.
این کلیسا که در سال ۱۹۶۱ میلادی ساخته شده دارای یک برج به ارتفاع ۴۸.۸ متر می‌باشد.

## نگارخانه

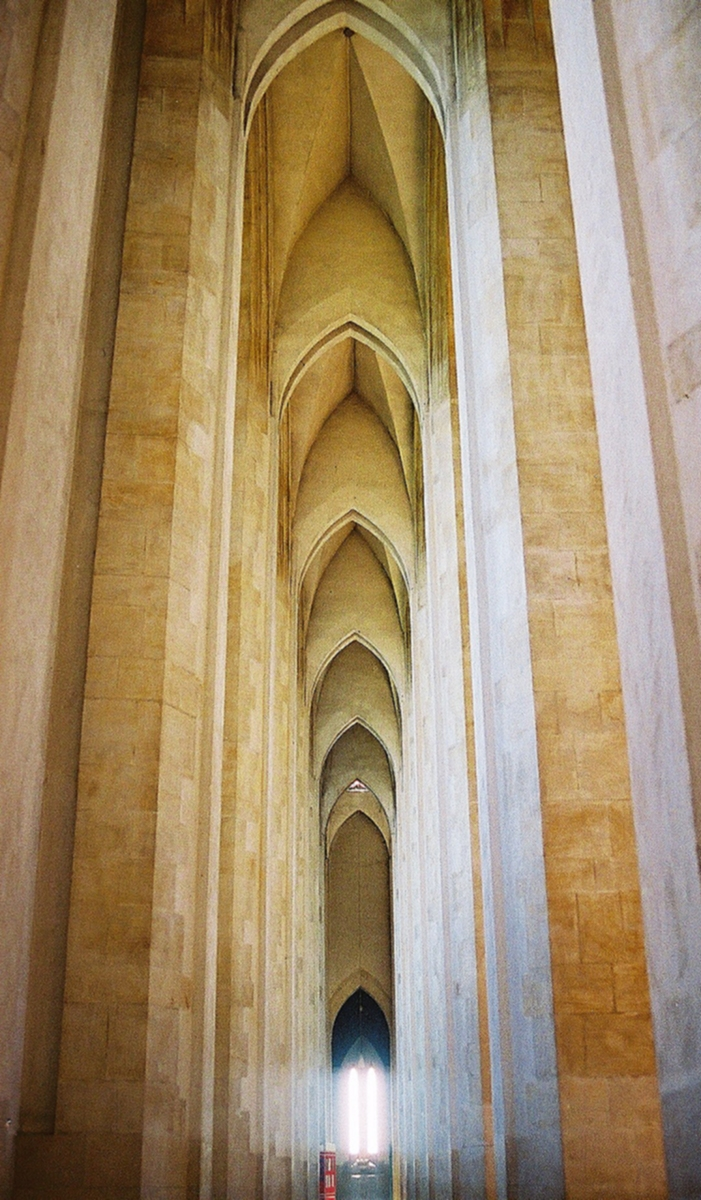
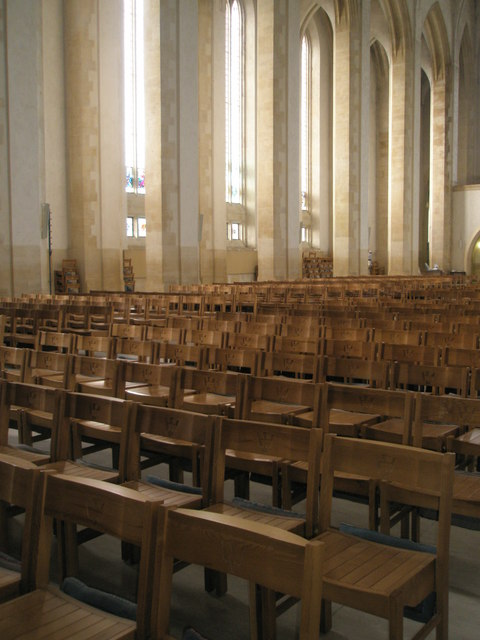
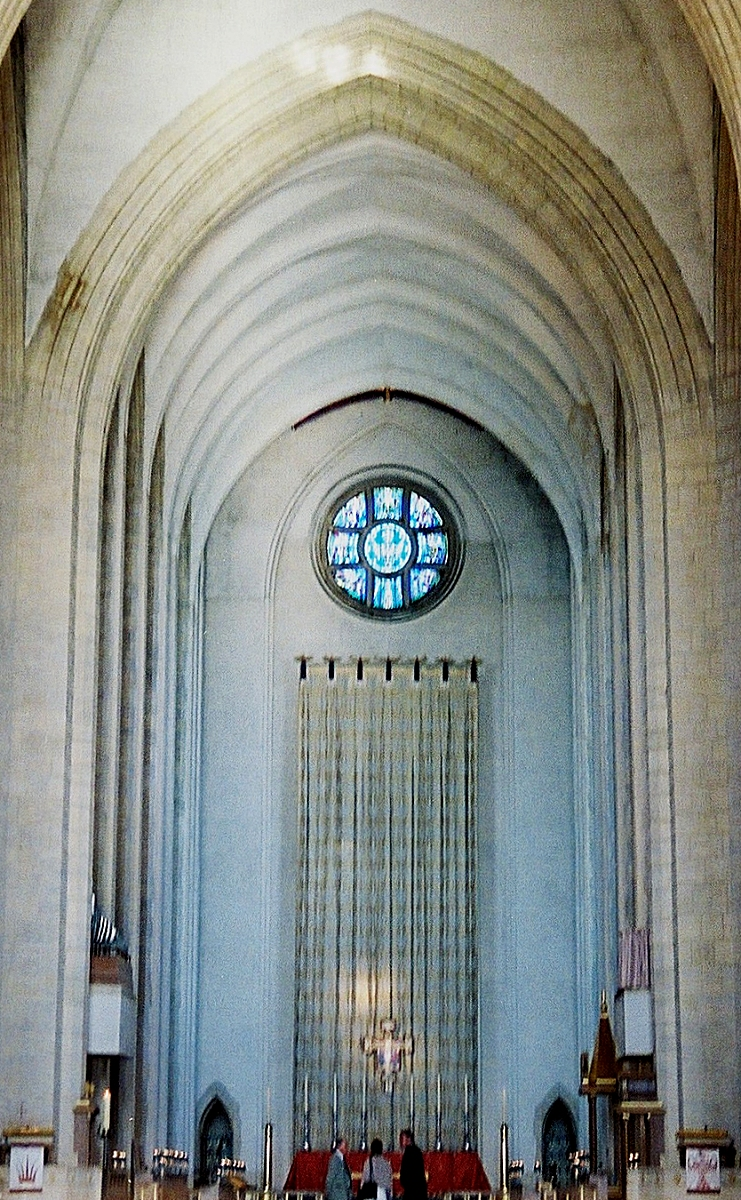
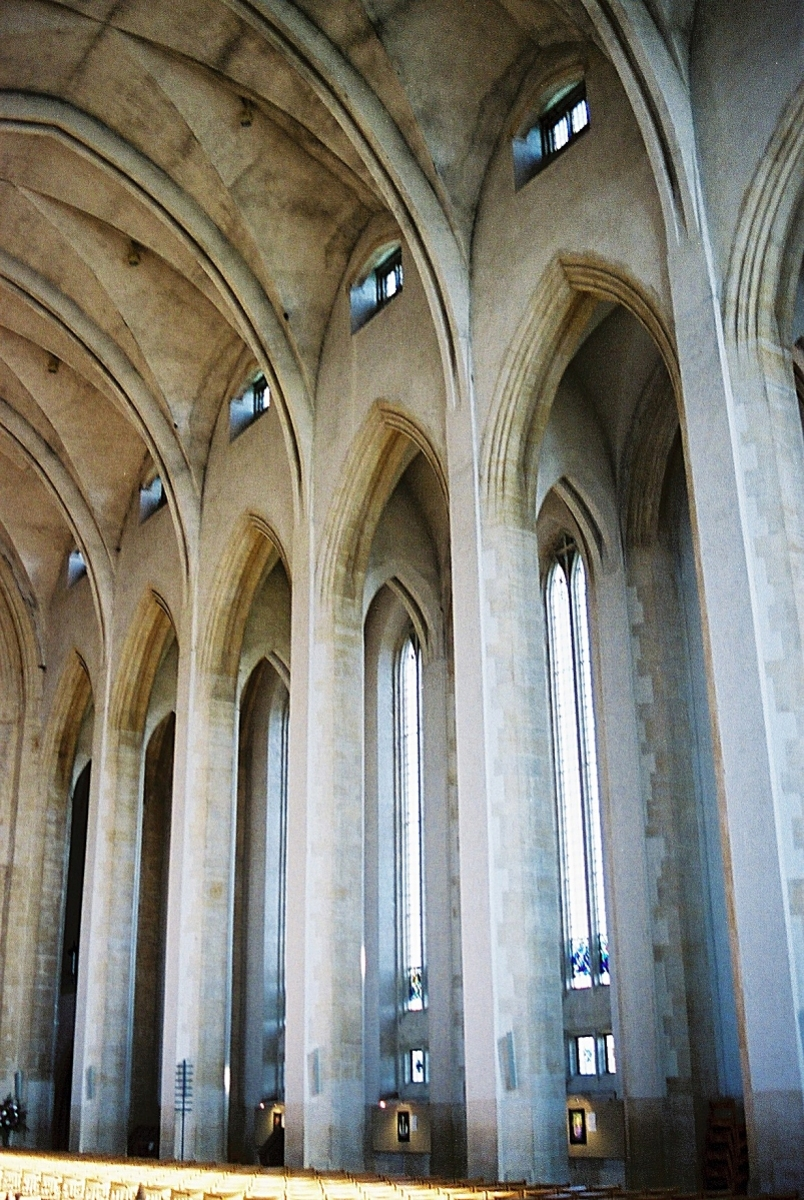
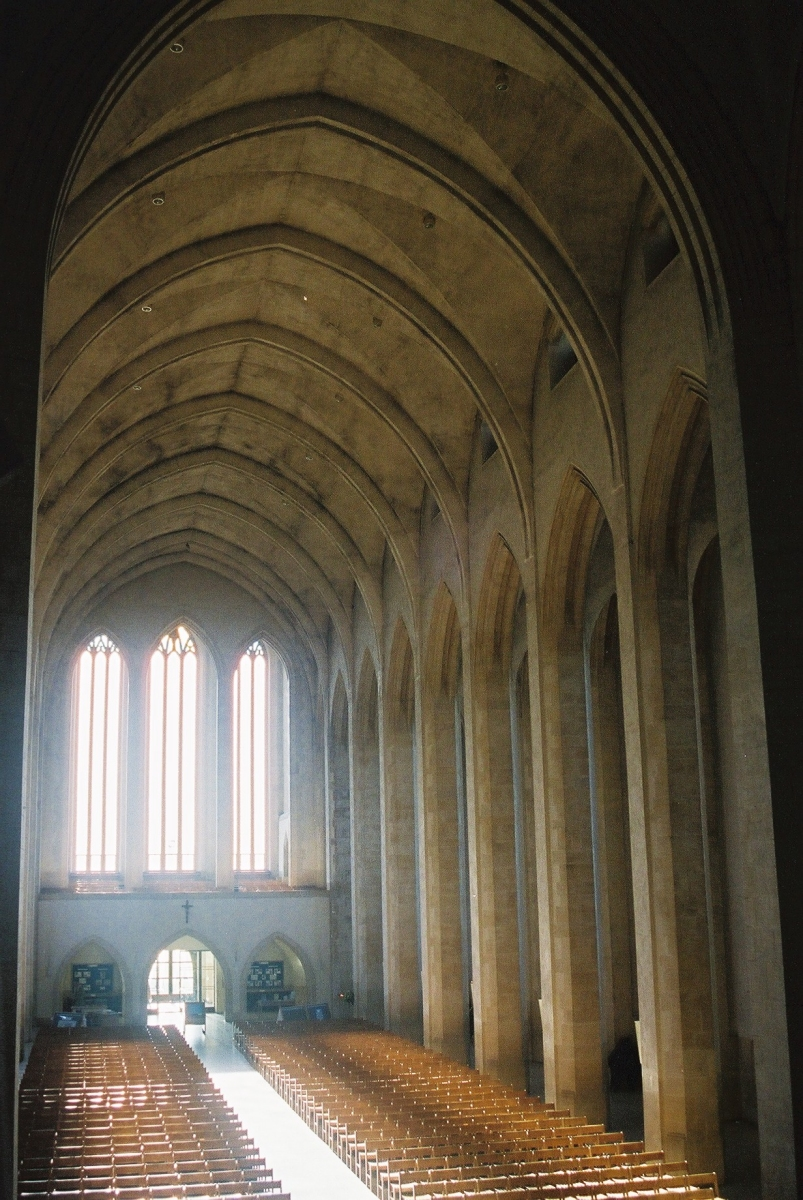
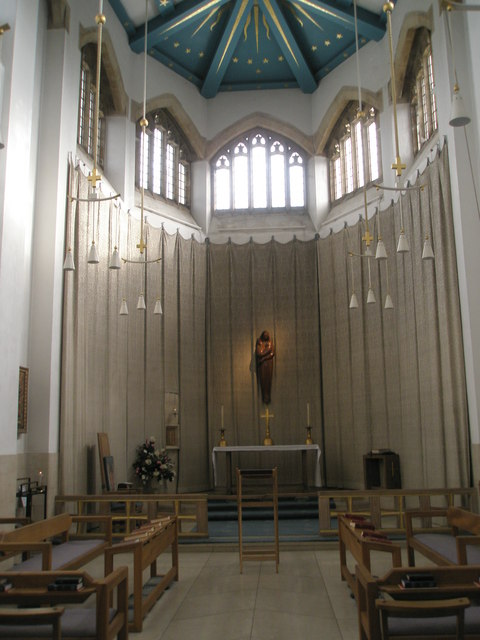
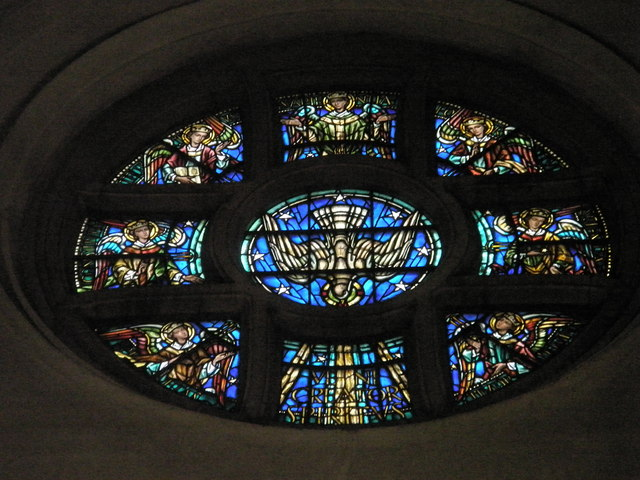